# سلنوییل فلورید
سلنوییل فلورید (به انگلیسی: Selenoyl fluoride) با فرمول شیمیایی SeO۲F۲ یک ترکیب شیمیایی است. که جرم مولی آن 148.95 g/mol می‌باشد. شکل ظاهری این ترکیب، گاز است.